# Lucilia taiyanensis
Lucilia taiyanensis är en tvåvingeart som beskrevs av Chu You-shen 1975. Lucilia taiyanensis ingår i släktet Lucilia och familjen spyflugor. Inga underarter finns listade i Catalogue of Life.